# گورستان تپه سر قلاء
گورستان تپه سر قلاء مربوط به هزاره اول قبل از میلاد است و در شهرستان خرم‌آباد، بخش مرکزی، دهستان رباط نمکی، روستای زرین چغا جابری واقع شده و این اثر در تاریخ ۲۸ اسفند ۱۳۸۵ با شمارهٔ ثبت ۱۸۸۱۶ به‌عنوان یکی از آثار ملی ایران ثبت شده است.